# Landesa
«Landesa» — международная благотворительная организация, целью которой является утверждение прав на землю крестьян из развивающихся стран. «Landesa» сотрудничает с властями и неправительственными организациями для того, чтобы защитить права малоимущих семей на землю, которую они обрабатывают. По состоянию на июль 2018 года «Landesa» ведёт деятельность в Буркина-Фасо, Гане, Эфиопии, Индии, Китае, Кении, Либерии, Пакистане, Руанде, Уганде и Танзании.

## История
В шестидесятых годах XX века Рой Простерман начал общественную деятельность с целью уравнивания в аграрных правах бедных и богатых крестьян Латинской Америки. Он основал RDI (англ. Rural Development Institute) — это название было изменено на современное в 2010 году. В те годы, когда был основан RDI, центральным событием была война во Вьетнаме. Простерман отметил, что защита прав на землю может предоставить бедным крестьянам возможность уверенно заняться аграрным производством, чтобы прокормить свою семью и улучшить своё материальное положение. Это, по мнению Простермана, могло уменьшить количество протестующих и масштабы конфликта.

## Деятельность организации
За время своего существования «Landesa» действовала в более чем 50 странах и оказала помощь более чем 120 000 000 семей. Сейчас «Landesa» помогает жителям Индии, Китая и некоторых африканских стран. Для понимания важности этой организации стоит обратить внимание на то, что большинство бедных семей живут в сельской местности, где земледелие является ключевой составляющей прибыли.
Также «Landesa» борется за земельные права женщин. Организация занимается донесением к ним правовой базы и утверждением общих норм на юридическом уровне; в частности, говорится о равных аграрных правах для мужчин и женщин. Продолжаются работы по формированию электронного сборника аграрных законов стран мира, касающихся прав женщин.
Можно выделить 5 составных работы «Landesa» над земельным правом:
- Исследование полей, их экспертная оценка и инвентаризация;
- Просмотр существующих законов аграрного сектора, разработка новых законов в поддержку программ организации;
- Продвижение, всесторонняя поддержка и помощь в принятии и утверждении нововведений;
- Распространение информации о нововведениях, соответствующая просветительская деятельность;
- Мониторинг и оценка результатов, внесение корректив.